# Пирново
Пи́рново (укр. Пірнове) — село, входит в Вышгородский район Киевской области Украины. Расположено на реке Десна.
Население по переписи 2001 года составляло 669 человек. Почтовый индекс — 07342. Телефонный код — . Занимает площадь 0.0022 км².

## Местный совет
07342, Київська обл., Вишгородський р-н, с.Пірново, вул.Спортивна,1  (укр.)

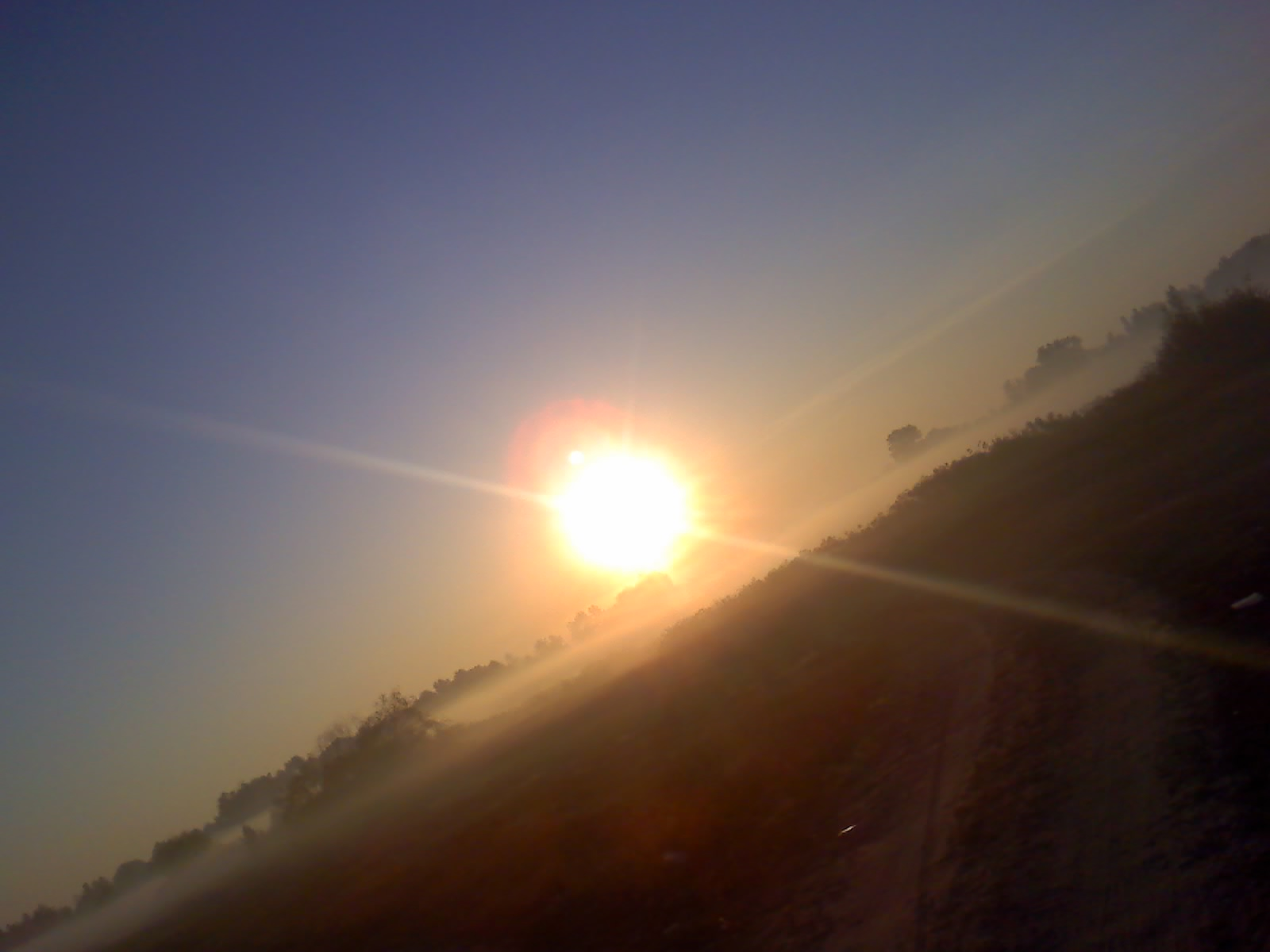
Природа прокидається

## Галерея

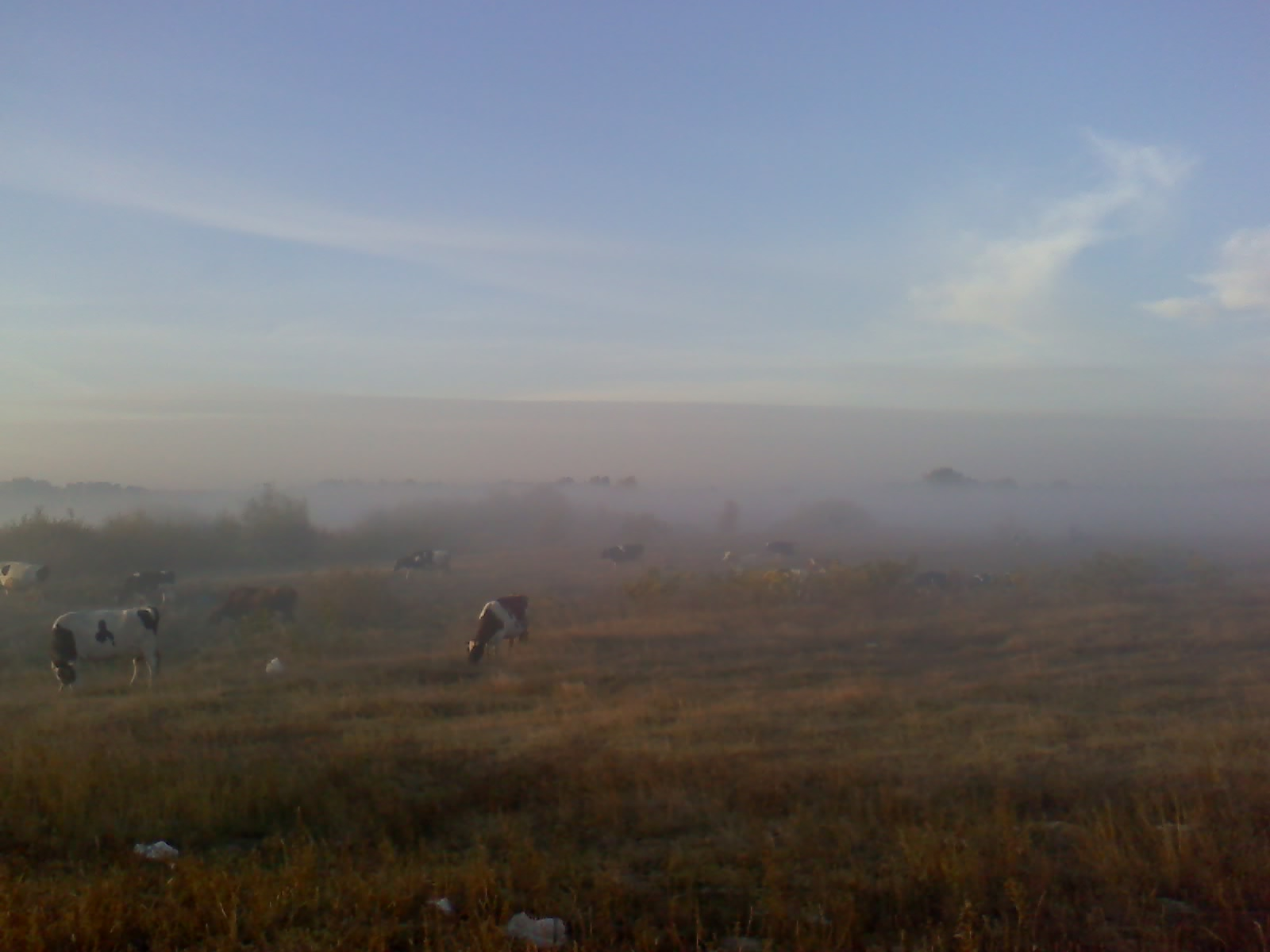
Корівки в тумані

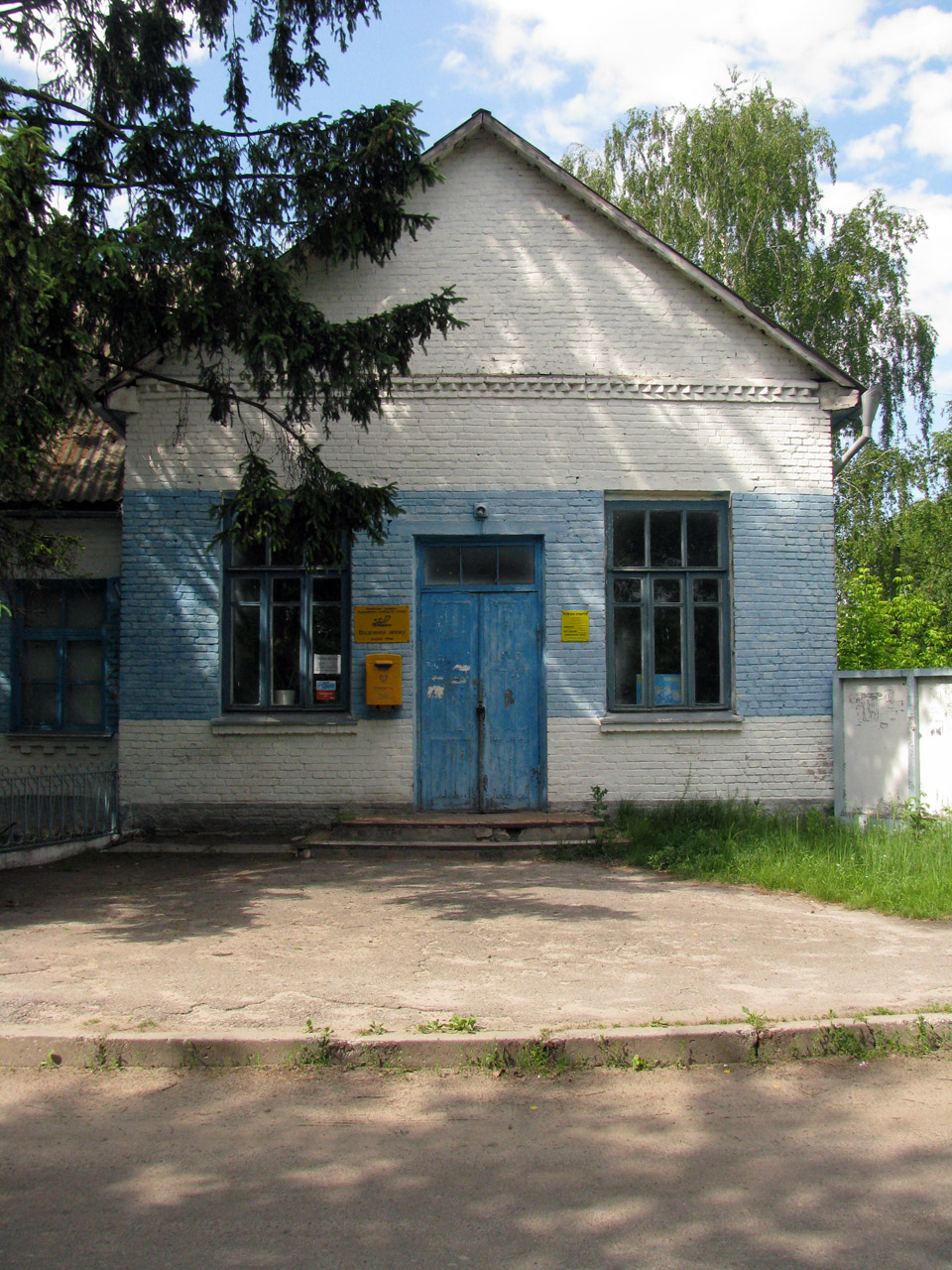
Почта
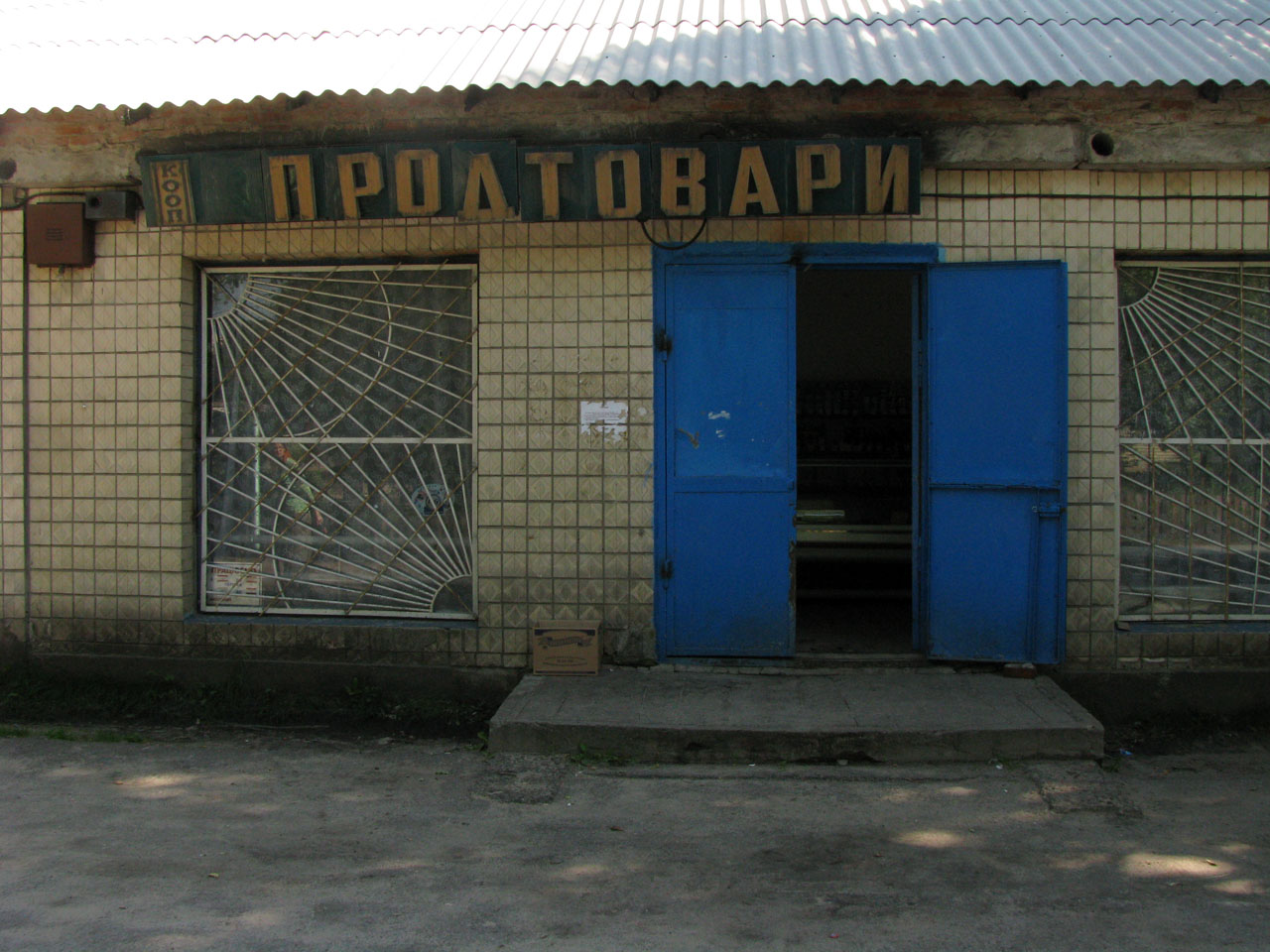
Продуктовый магазин
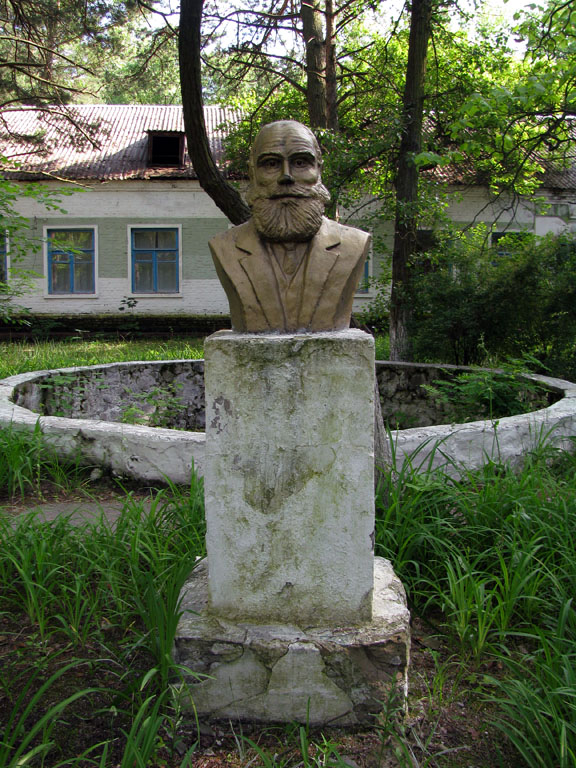
Памятник И. П. Павлову у поликлиники
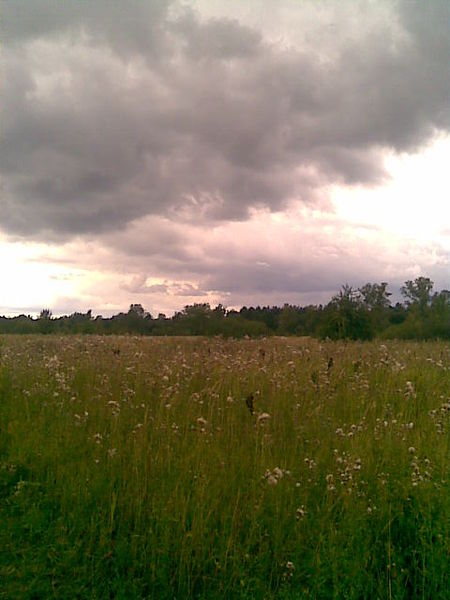
Остров
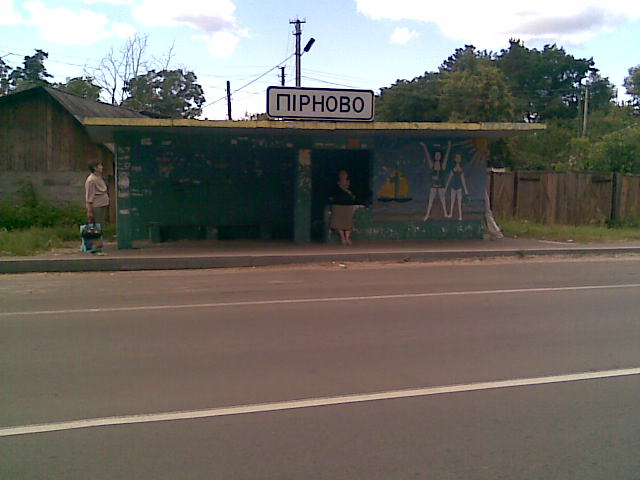
Автобусная остановка «Пирново»

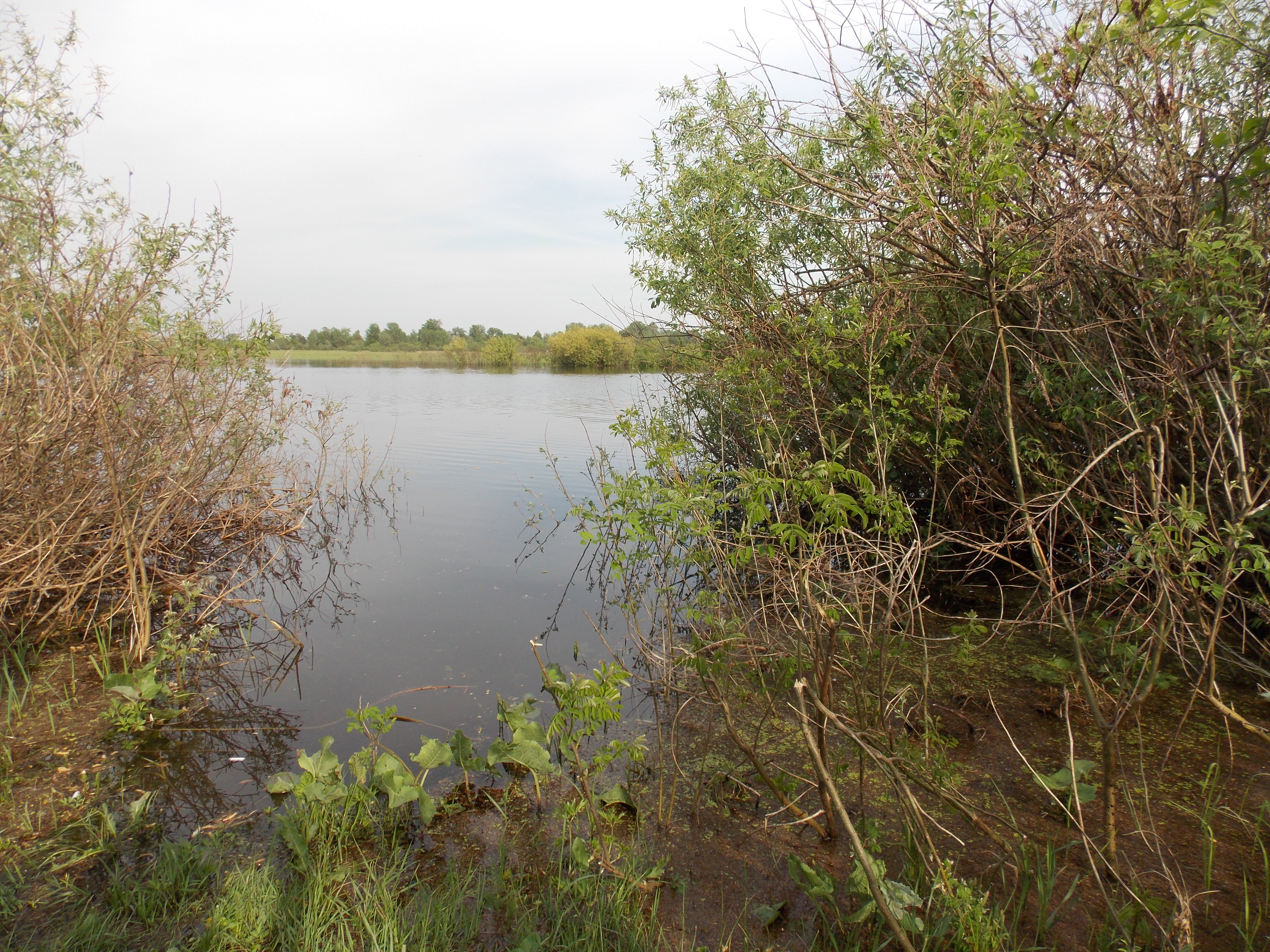
старик у дамби

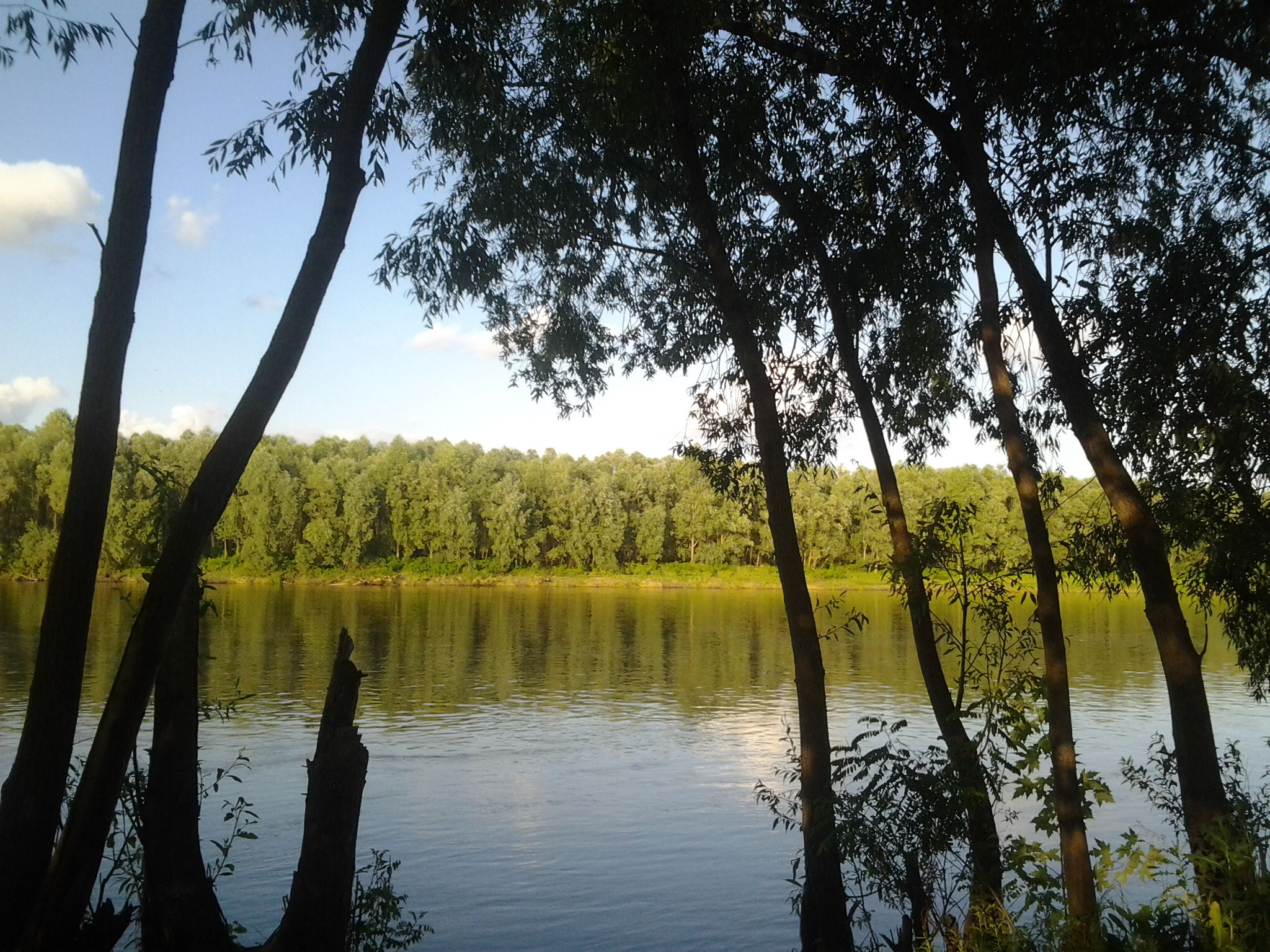
Десна прекрасная